# Ushi-oni

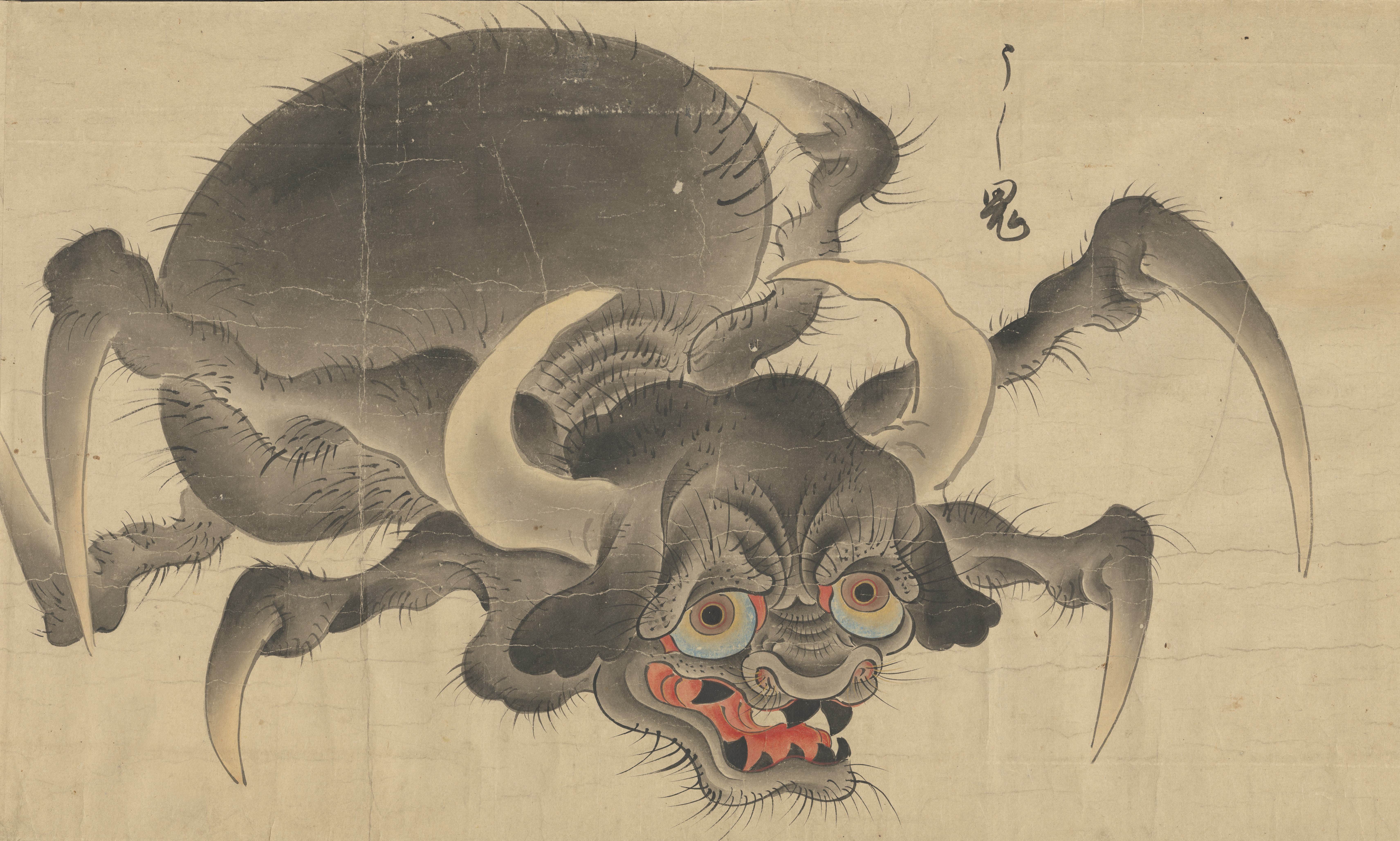
Tranh khắc họa Ushi-oni, từ cuốn Bakemono no e, Đại học Brigham Young.

Ushi-oni (牛鬼 (Ngưu quỷ)) , còn gọi là gyūki, là một yêu quái trong văn hóa dân gian miền Tây của Nhật Bản .  Có nhiều loại ushi-oni, nhưng hầu hết các tác phẩm văn hóa dân gian thường mô tả loài yêu quái này với đầu bò (hay trâu) . Ushi-oni thường xuất hiện trên các bãi biển và tấn công những người đi bộ ở đó.

## Mô tả
Ushi-oni là loài yêu quái tàn bạo, dã man. Chúng xuất hiên ở nhiều nơi khác nhau. Đầu của chúng thường có hình dạng giống đầu bò với cặp sừng cong lên trên sắc nhọn, răng nanh độc ác và chiếc lưỡi mỏng. Miệng chúng có thể khạc ra chất độc, sau đó giết và ăn thịt người. Cơ thể của chúng thường được mô tả giống như nhện với sáu chân và những móng vuốt dài ở cuối mỗi chi phụ.
Một số loài khác còn được mô tả là có đầu của một con bò đực và thân mình giống như loài quỷ. Các truyền thuyết cho rằng chúng xuất hiện trước cổng đền trên núi với trang phục của con người hoặc bay bằng đôi cánh giống như của côn trùng. Một số loài ushi-oni khác có ngoại hình ngược lại với phần mô tả trên, với cái đầu của quỷ và thân mình của một con bò. 
Chúng được cho là xuất hiện ở các bãi biển,trên núi, trong rừng, sông, đầm lầy và trong hồ. Chúng thường xuất hiện ở các hồ suối, và ở vùng Kinki và Shikoku cùng những nơi khác, có nhiều địa danh liên quan đến chúng như "ushi-oni fuchi" (hồ bơi ở suối ushi-oni) hoặc "ushi-oni taki" (thác ushi-oni ).
Trong các Yōkai emaki của Thời kỳ Edo như Hyakkai Zukan, chúng thường xuất hiện với đầu bò và thân nhện. Trong Hyakki Yagyō Emaki, một bức tranh tương tự về chúng có tên là Tsuchigumo.

## Truyền thuyết theo từng vùng miền

### Tỉnh Mie
Các ushi-oni được xem là tượng trưng cho lời nguyền rủa đối với tỉnh Mie. Người ta kể rằng đã từng có một ushi-oni trong hang động Minamiise của Gokasho-ura, và khi lãnh chúa Aisu Shigeaki của vùng này dùng một cây cung bắn hạ nó, vợ ông là seishitsu đã mắc bệnh nan y do bị vướng lời nguyền rủa. Vì lý do đó, Shigeaki đã xa lánh seishitsu và sủng ái với một vũ công sống tại Kinh đô là shirabyōshi. Biết chuyện, gia tộc mẹ đẻ của Seishitsu, tức nhà Kitabatake đã hủy bỏ liên minh với Aisu, cuối cùng họ đã thanh trừng ông.

### Quận Wakayama
Hồ bơi suối ushi-oni ở quận Nishimuro nối thẳng với biển từ đáy của nó. Khi nước bẩn, mọi người sẽ nói "ushi-oni đang ở đây."  Theo quan niệm, người nào gặp phải yêu quái ushi-oni này sẽ mắc bệnh, sau đó phải nói những câu nói đối lập với nhau như "đá chảy, lá chìm, bò hí, ngựa rống" mới có thể cứu được.  Các ushi-oni của vùng này có thân hình giống mèo với đuôi dài từ 1 shaku (khoảng 3,3 mét) trở lên và đàn hồi như một quả bóng, do đó chúng không phát ra âm thanh mỗi khi chuyển động. 
Người ta nói rằng có một ushi-oni ở lưu vực thác nước ở sông Wado, và nếu người nào bị bóng của chúng liếm vào người sẽ bị sốt cao và chết trong vài ngày. Để tránh điều này, mọi người thường cúng một ít rượu cho ushi -oni vào lúc giao thừa mỗi năm.
Câu chuyện về yêu quái ở hồ bơi sông Mio là một câu chuyện rất khác thường và kỳ lạ về một ushi-oni sẽ biến  thành con người và thậm chí, chúng còn giúp đỡ người khác. Chuyện kể rằng, một chàng trai trẻ đang chia sẻ hộp bento của mình cho một người phụ nữ là chủ của hồ suối ushi-oni thì bị lũ cuốn trôi. 2 tháng sau, anh ta đã được cứu bởi một người phụ nữ khác, vốn là biến hình của ushi-oni. Tuy nhiên, có một quy tắc rằng nếu một ushi-oni cứu một người thì chúng cũng phải trả giá bằng chính mạng sống của mình. Như trong câu chuyện trên, ushi-oni đã cứu một chàng trai trẻ, và sau đó, cơ thể của ushi-oni phun ra dòng máu đỏ đậm. Ushi-oni dần dần tan chảy và biến mất. 
Ở tỉnh Wakayama, ushi-oni là những con quái thú sống trên núi. Truyền thuyết đồn đại rằng, khi các lữ khách nhìn vào ushi-oni, ánh mắt của chúng sẽ ám ảnh trong tâm trí họ. Linh hồn và năng lượng của họ sẽ bị hút cạn và sau đó là chết. Điều này được gọi là “ Kage wo kuu (影を食う)” hay đôi khi được gọi là “ Kage wo nomu (影 を飲む)”, có nghĩa là “ăn thịt bóng” hay “uống máu linh hồn”.

### Tỉnh Okayama
Trong những câu chuyện kể ở Ushimado (nay là Setouchi ), khi nữ Thiên hoàng Jingū đang tiến hành xâm lược ba vương quốc thuộc Triều Tiên, bà đã bị tấn công bởi một con quái vật hình bò mọc ra tám đầu ở vùng đất có tên là Jinrinki, cuối cùng bà đã dùng cung bắn chết nó. Về sau, đầu, thân và đuôi của con yêu quái ấy bị tách rời ra, và từ đó hình thành các đảo Kishima (đảo vàng), Maejima (đảo trước) và Aojima (đảo xanh) của Ushimado. Khi Nữ hoàng trở về từ Silla, Jinrinki, người đã không thể đi đến hòa bình, và biến thành ushi-oni và tấn công một lần nữa, khi Sumiyoshi sanjin nắm lấy ushi-oni bằng sừng và ném ushi-oni đi, và Sau khi ushi-oni bị tiêu diệt, người ta nói rằng cơ thể của nó bị vỡ thành nhiều mảnh và trở thành các đảo Kuroshima (đảo đen), Naka no Kojima (đảo nhỏ ở giữa) và Hashi no Kojima (đảo nhỏ). Cái tên "Ushimado" được coi là một hình thức có dấu khi gọi địa điểm truyền thuyết này là "Ushimarobi" (nơi con bò rơi xuống).   Ngoài ra, trong Hachiman Gudōkun, nơi giới thiệu quyền lực của Hachiman, người được thành lập vào thời Kamakura, có viết về một oni tên là Jinrin đã chiến đấu với Thiên hoàng Chūai, và đây được coi là nguồn gốc của truyền thuyết nói trên. 
Sakuyōshi (作陽志), ở núi Ōhira ở Koshihata, quận Tomata thuộc tỉnh Mimisaka (nay là quận Tomata)đã đề cập đến một hiện tượng huyền bí gọi là "gyūki" (牛鬼) ( Ngưu Quỷ). Câu chuyện bắt đầu vào thời kỳ Kan'ei, nói về một cô thôn nữ có con với một vị quan khi chỉ mới 20 tuổi, nhưng đứa con của cô bắt đầu mọc những răng nanh dài , cuối cùng là đuôi và sừng. Sau đó, cha mẹ đứa trẻ đã giết chết chính con của mình, đâm bằng xiên bánh đúc và phơi bên vệ đường. Nhà nghiên cứu văn học dân gian Kunio Yanagita nói rằng nó từng là một vị thần sống trên núi, nhưng sau đó bị lưu đày xuống trần gian và được xem như một loài yêu quái.

### Vùng San'in
Trên bờ biển từ vùng San'in đến phía bắc Kyushu, chúng được cho là xuất hiện trên biển cùng với nure-onna và iso-onna. Người ta nói rằng một người phụ nữ sẽ yêu cầu ai đó bế một đứa trẻ. Khi người này ôm đứa bé, đứa bé sẽ trở nên nặng như đá khiến người đó không thể cử động được, và cuối cùng ushi-oni sẽ nhân cơ hội này đến giết và ăn thịt người đó. Chúng được cho là quỷ biến hình thành những người phụ nữ để dễ tiếp cận con mồi, nhưng ngay cả khi đã thay đổi hình dạng, hình ảnh phản chiếu của chúng trên bờ sông vẫn là hình ảnh của một con quỷ dữ, đó cũng là cách mà mọi người có thể phát hiện ra đó là người thật hay quỷ đội lốt người. Tương tự như vậy, một câu chuyện ở Iwami (nay là tỉnh Shimane ) có kể rằng: một người đi câu bắt gặp một người phụ nữ lạ mặt ôm lấy một đứa bé đến gần và hỏi: "Anh có thể ôm đứa bé này một chút được không?" . Khi anh ta ôm lấy đứa bé thì người phụ nữ này đã biến mất, thay vào đó là một con yêu quái ushi-oni từ biển bay ra, còn đứa bé trong tay anh ta trở thành một tảng đá nặng đến nỗi anh ta không thể chạy trốn cho đến khi thanh kiếm thần gia truyền của gia đình anh ta bay đến và xuyên qua cổ của ushi-oni và giết chết nó , cứu sống anh ta trong gang tấc. Ngoài ra, các ushi-oni cũng liên quan đến một số địa danh khác, và hòn đảo Ushijima ở Hikari, tỉnh Yamaguchi được cho là có một ushi-oni xuất hiện ở đó.

### TỉnhKōchi
Vào năm Meiwa thứ 3 (1776), một năm hạn hán ở làng Okanouchi (nay là Kami ), một người đàn ông tên là Jirōkichi được cho là đã chứng kiến một ushi-oni ở sông Mine no Kawa. Câu chuyện này kể rằng, tại một ngôi làng nọ, một con bò đã bị giết và ăn thịt bởi ushi-oni, những người dân làng cố gắng tiêu diệt nó cũng bị nó giết và ăn thịt. Cuối cùng, một chiến binh của Chikamori Sakon đã nghe nói về con quỷ, anh ta đã bắn một mũi tên  duy nhất và giết nó. Dân làng vô cùng vui mừng, và người ta kể rằng họ đã bắt chước việc kéo một mũi tên và kể về việc ushi-oni đã bị giết như thế nào. Đây được coi là nguồn gốc của lễ hội Momotesai của tỉnh này.
Trong truyền thuyết về cánh đồng Azahodo ở Monobe (nay là Kami), kể rằng một bà già sống tại đây đã cứu một ushi-oni đang khóc vì bị ngã và bị mắc kẹt trong một cái bát hình nồi sâu khoảng 2-3 ken, và sau đó các ushi-oni không bao giờ nguyền rủa vùng đất này nữa.
Ở Tosayama, có một nhánh của sông Kagami được gọi là sông Shigekura, ở đó có một hồ nước, gọi là hồ ushi-oni. Thời xa xưa, khi nó còn được gọi là hồ Koke ( hồ rêu), một con yêu quái ushi-oni đã sống ở đó. Một thợ săn đang đi từ làng Hase vào đến nơi đầm lầy để săn động vật thì anh ta bắt gặp một con ushi-oni với cao 7 thước, với cơ thể của một con bò và đầu của một con quỷ, vì vậy người thợ săn đã giết nó. Ushi-oni ngay lập tức rơi xuống vũng suối và thổ huyết trong 7 ngày 7 đêm, sau đó, bộ xương dài khoảng 7 thước của nó nổi lên thành một gò đất trên mặt hồ. Một ngôi đền nhỏ được xây dựng trên đó và được gọi là "Kawauchi -sama "còn hồ Koke được đổi tên thành hồ Ushi-oni.

### Tỉnh Ehime
Truyền thuyết về ushi-oni ở Uwajima là một trong những truyền thuyết nổi tiếng nhất trong số tất cả các truyền thuyết về ushi-oni. Chuyện kể rằng, một con ushi-oni đã tấn công người và gia súc nơi đây, vì vậy một yamabushi từ Kawabe, Quận Kita đã đến nơi này để giết nó. Khi đối mặt với Ushi-oni trong làng, vị yamabushi liền thổi một chiếc tù và và niệm một câu thần chú. Ushi-oni giật mình, sau đó bị yamabushi đâm một thanh kiếm vào giữa lông mày và cơ thể thì bị chém thành nhiều mảnh. Máu của Ushi-oni chảy trong 7 ngày đêm mới hết, và vũng máu của nó đã hóa thành một vũng suối. Những nơi này được gọi là "ushi-oni fuchi" (hồ suối ushi-oni), nó xuất hiện ở các tỉnh Tosayama, tỉnh Kōchi, Shirakiyama, tỉnh Tokushima và Negoro-ji, tỉnh Kagawa.
Một truyền thuyết khác cho rằng khi các ushi-oni xâm chiếm tỉnh Ehime, chúng có hình dạng với đầu của một con bò và cơ thể của một con cá voi. Đây cũng được coi là một trong những truyền thuyết về những con quái vật mang tên "ushi-oni". Khác với những truyền thuyết ở trên, chúng có ngoại hình rất đa dạng, điều này đã khiến nhà nghiên cứu Bintarō Yamaguchi tuyên bố rằng, những con quái vật lớn đến từ biển đều có thể được gọi là ushi-oni. 
Ở Miền Uwajima, ngôi đền Warei-jinja đã được xây dựng bắt nguồn từ một cuộc xung đột giữa các thị tộc được gọi là Warei Sōdō. Ngôi đền này thường tổ chức Lễ hội Ushi-oni vào ngày 23 và 24 tháng 7. Giống như tiết mục múa lân trong lễ mừng năm mới của Trung Quốc , những ushi-oni được khắc họa với bộ trang phục khổng lồ, được nhiều người nâng lên, thân của nó làm bằng vải và đầu của nó được chạm khắc, được sơn lên và giữ trên một cây sào. Nó có một cái đầu giống oni, một cái cổ dài và thân giống với thân của một con bò. Lông nó có màu đỏ hoặc nâu và xù xì giống như bộ lông của bò Tây Tạng. Một thanh kiếm ngắn được dùng làm đuôi cho nó; thanh kiếm này được cho là có thể xua đuổi ma quỷ. 

### Giả thuyết liên quan đến Tsubaki
Có giả thuyết cho rằng Ushi-oni thực sự bắt nguồn từ một loại linh hồn gọi là tsubaki. Có những truyền thuyết ở Nhật Bản cho rằng các linh hồn thần thánh trú ngụ trong linh hồn Tsubaki, vì vậy có người đã giải thích rằng ushi-oni chính là một hóa thân của linh hồn này, từ đó sản sinh ra những phong tục tôn vinh chúng với mục đích xua đuổi tà ma.  Ngoài ra, tsubaki còn là một loài hoa đặc biệt, linh thiêng mọc trong các khu bảo tồn ở các mũi đất và bờ biển, và người ta cho rằng nếu hoa tsubaki nở ở ranh giới nơi nào thì ushi-oni sẽ xuất hiện ở nơi đó. Cả nure-onna và ushi-oni đều xuất hiện cùng nhau và đều không đến từ bất kỳ nơi nào khác trừ các bờ biển. 

### Quận Shimane, Khu Iwami
Một cách định nghĩa khác của ushi-oni cho rằng chúng một loài thủy quái khổng lồ, tàn bạo sống ở ngoài khơi tỉnh Shimane và những nơi khác ở miền Tây Nhật Bản và thường tấn công ngư dân. Nó thường được mô tả với cơ thể giống nhện hoặc cua. Ushi-oni dường như có mối quan hệ với một loài quái vật khác được gọi là nure-onna. Nure-onna đôi khi xuất hiện trước khi ushi-oni tấn công con mồi của nó, đội lốt phụ nữ nhằm lừa nạn nhân bằng cách cầu xin họ giữ "con" của cô ấy, sau đó đứa trẻ trong tay nạn nhân trở thành một tảng đá nặng để ngăn cản con mồi chạy trốn.

#### Vùng Izumo
Sự xuất hiện của ushi-oni ở vùng Izumo trong truyền thuyết vùng này hoàn toàn khác so với các truyền thuyết kể trên. Trong truyền thuyết, nó được gọi là Bakemono và bộ dạng của nó không giống như của một con bò. Ngược lại, nó trông giống như một con bướm trắng, có thể tỏa sáng. Phiên bản ushi-oni này thường xuất hiện thành từng nhóm và dính vào cơ thể người khi họ đi qua cầu vào những ngày mưa hay ẩm ướt.

### Tỉnh Kagawa, thành phố Takamatsu
Một ushi-oni khác được mô tả dựa trên một bức tượng trong khuôn viên của ngôi đền Negoroji ở Takamatsu, tỉnh Kagawa . Nó là một con quái vật hai chân với chiếc ngà khổng lồ, cổ tay có cựa và màng như một con sóc bay, kèm theo lời giải thích rằng sinh vật này đã tấn công khu vực vào khoảng bốn trăm năm trước và đã bị giết bởi một cung thủ lành nghề có tên là Yamada Kurando Takakiyo (山田蔵人高清). Ông đã tặng những chiếc sừng của nó cho ngôi đền, và chúng vẫn có thể được nhìn thấy cho đến ngày nay.

### Kyoto, Vịnh Kumihama
Có lời đồn rằng, một ngư dân khi đang đi câu cá đêm ở Vịnh Kumihama thuộc Kyoto thì nghe thấy tiếng gọi của những ngư dân khác phát ra từ bờ đối diện, nhưng khi đến nơi thì không có ai ở đó.  Sau khi đuổi theo tiếng gọi được một lúc, người đánh cá quay trở lại và thấy tất cả cá trong thuyền của mình đã biến mất. Điều này được cho là do ushi-oni làm ra.

### Tỉnh Tokushima, Làng Shirokiyama
Truyền thuyết kể rằng những người dân thuộc ngôi làng Shirokiyama đã bị tấn công bởi một Ushi-oni. Nó đã bị đánh bại bởi một chiến binh nổi tiếng.

## Trong văn học cổ
Những câu chuyện dân gian về ushi-oni đều đến từ miền Tây Nhật Bản, ngoài ra còn có rất nhiều câu chuyện về một yêu quái tương tự như ushi-oni xuất hiện xung quanh khu vực Asakusa.

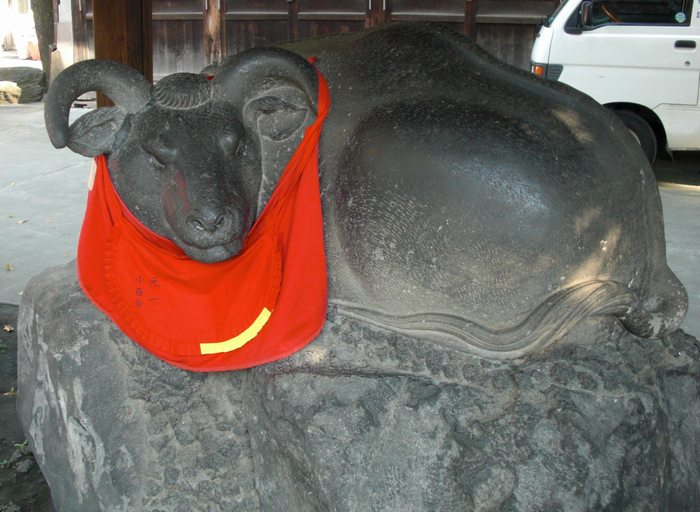
Nadeushi tại Ushijima Jinja ở Sumida, Tokyo

Trong các tác phẩm như Azuma Kagami có từ thời kỳ Kamakura, có một truyền thuyết được kể như sau: Vào năm Kenchō thứ 3 (1251), một con yêu quái giống bò đã xuất hiện ở chùa Sensō, và 24 nhà sư ở đó đã đổ bệnh vì bị ám ảnh bởi tâm địa xấu xa của nó, 7 người trong số họ đã chết.  Shinpen Musashi Fudoki Kō trích dẫn điều này từ Azuma Kagami và nói rằng một con yêu quái giống ushi-oni xuất hiện ở sông Sumida, nó đã nhảy xuống đền Ushijima đối diện với con sông từ Asakusa, và để lại một quả cầu được gọi là "ushi-tama". Quả cầu Ushi-tama này đã trở thành một kho báu của đền thờ, còn ushi-oni thì được tôn làm một vị thần. Chính vì vậy, ngôi đền này đã được trang trí bằng một cặp komaushi (bò hộ mệnh) thay vì komainu (chó may mắn). Nó cũng có một bức tượng nadeushi (nghĩa là con bò vỗ về), vì quan niệm mê tín cho rằng vuốt ve bộ phận của nó tương ứng với bộ phận cơ thể mà thân chủ thấy không được khỏe, hay bệnh tật đều có thể được chữa khỏi.  Cái tên "Gozu-Tennō" (vua đầu bò) đôi khi được cho là một tên gọi khác của thần Susanoo, và vì vậy, cũng có giả thuyết cho rằng ushi-oni này là hóa thân của vị thần này. Nhà nghiên cứu Kenji Murakami nói rằng cuộc tấn công của Ushi Gozen vào ngôi đền xuất phát từ bối cảnh của một cuộc đối đầu trong nội bộ tôn giáo. 
Loài yêu quái này cũng này được đề cập trong tác phẩm Truyện gối đầu dưới cái tên "Oroshiki Mono" ("Điều đáng sợ") trong phần 148, và cuộc đối mặt của chúng với Minamoto no Yorimitsu cũng được mô tả trong Taiheiki .
Vào đầu thời kỳ Edo, theo một jōruri cổ có tên "Ushi Gozen no Ohonchi" (Nguồn gốc của Ushi Gozen), có kể rằng vợ của Minamoto no Mitsunaka, một công khanh đến từ một gia tộc quyền lực ở thời Heian đã mơ thấy minh mang thai tại ngôi đền Kitano Tenjin. Sau đó, bà có thai thật và sau 3 năm 3 tháng, bà sinh ra một bé trai vào năm, ngày và giờ đều là Sửu (Trâu). Đứa bé là em trai của Minamoto no Yorimitsu (theo nguyên văn, らいくわうの御しやてい -  "raikwau no oshatei", hoặc た だ の 満 中 が 次男, "tada no Mitsunaka ga jinan"), nhưng không may, đứa bé mọc lên cặp sừng của một con bò và mang một khuôn mặt của quỷ dữ. Một vị nữ quan cung đình được phái đi giết đứa bé . Nhưng cuối cùng, bà không những không giết mà còn cứu sống và bí mật nuôi nấng đứa bé trên núi. Đứa trẻ lớn lên và được gọi là "Ushi Gozen." Mitsunaka biết chuyện liền ra lệnh cho con trai mình là Minamoto no Yorimitsu đến đối phó với Ushi Gozen. Ushi Gozen đã chiến đấu với anh mình nhiều trận ở Kantō và cố gắng kháng cự đến cùng, sau đó anh ta tự vẫn tại sông Sumida. Người ta nói rằng anh ta đã biến thành một con bò dài 30 mét (khoảng mười jō) và trở nên điên cuồng. 

## Giả thuyết về "Những ánh sáng ma trong khí quyển"
Trong một bài luận văn có tiêu đề Isetsu Machimachi (異 説まちまち) của Wada Masamichi, một chiến binh của Miền Sekiyado có những tuyên bố về ushi-oni, nói rằng nó là những ánh sáng ma trong khí quyển . Theo bài luận này, ở tỉnh Izumo (nay là phía bắc của tỉnh Shimane ), vào một thời điểm ẩm ướt, mưa liên tục, nếu một người đi đến một cây cầu bắc qua một con suối trên núi, một số ánh sáng trắng sẽ bay tới, dính vào cơ thể và người đó sẽ nói "Tôi đã gặp ushi-oni," và nếu sưởi ấm bản thân, nó sẽ biến mất. Điều này được cho là tương tự với ánh sáng ma trong khí quyển có tên là minobi ở tỉnh Niigata và tỉnh Shiga.
Ngoài ra, trong truyền thuyết của tỉnh Inaba (nay là phần phía Đông của Tottori), vào những buổi tối tuyết rơi, có những con sinh vật giống nhưng đom đóm hay đèn sẽ đậu trên áo choàng rơm, nếu cố gắng để bắt chúng, chúng sẽ rơi xuống, sau đó quay ngoắt lên một lần nữa và bám vào, hiện tượng này cũng được cho là hiện tượng ánh sáng ma.

## Di sản
Ở Anan, thuộc tỉnh Tokushima, gia tộc Kajima đã cất giữ hộp sọ của một con thú được cho ushi-oni. Có truyền thuyết rằng tổ tiên của gia tộc này đã giết con quái vật này theo lời khẩn cầu từ những người nông dân địa phương. Sau khi tiêu diệt, vị tổ tiên đã mang đầu của nó trở về nhà.
Ở Kurume, tỉnh Fukuoka, một bàn tay xác ướp tại Kan'onji được cho là bàn tay của ushi-oni. Nó là một ushi-oni xuất hiện vào năm Kōhei nguyên niên(1063), có đầu của một con bò và cơ thể của một con quỷ. Nó đã dùng sức mạnh siêu nhiên của mình để hành hạ những người dân gần đó, khiến các chiến binh gan dạ nhất cũng phải do dự cho đến khi một vị linh mục tên là Kanamitsu Shōnin tiêu diệt nó bằng cách Niệm Phật, dùng sức mạnh Phật giáo để trừ quỷ. Tay của nó được để ở trong chùa, đầu được chuyển về kinh đô, còn tai của nó thì được chôn ở Minōsan (tức "núi giữ tai"). Tên núi Minōsan bắt nguồn từ truyền thuyết này.
Tại chùa Negoro-ji ở Aonomine, Goshikidai thuộc Kagawa, có một số sừng quý được cho là lấy từ ushi-oni, dựa trên một bức tranh vẽ về ushi-oni của Yamada Kudando Takakiyo vào gần đầu thời kỳ Edo, và theo những hình ảnh trong các cuộn giấy thuộc ngôi đền này, Ushi-oni có đầu của một con khỉ và cơ thể giống của một con hổ, hai chân có màng bay nhìn giống cánh của loài chuột xạ hương hoặc dơi. Cuốn sách và di sản liên quan đến Ushi-oni thuộc ngôi đền này do một số vấn đề nên hiện không được mở trực tiếp cho công chúng mà chỉ được nhìn thấy trên internet.
Có tài liệu cho rằng đã từng có những ushi-oni xuất hiện xung quanh Kumakōgen, tỉnh Ehime, nhưng hiện nay thì không còn nữa.

## Lễ hội

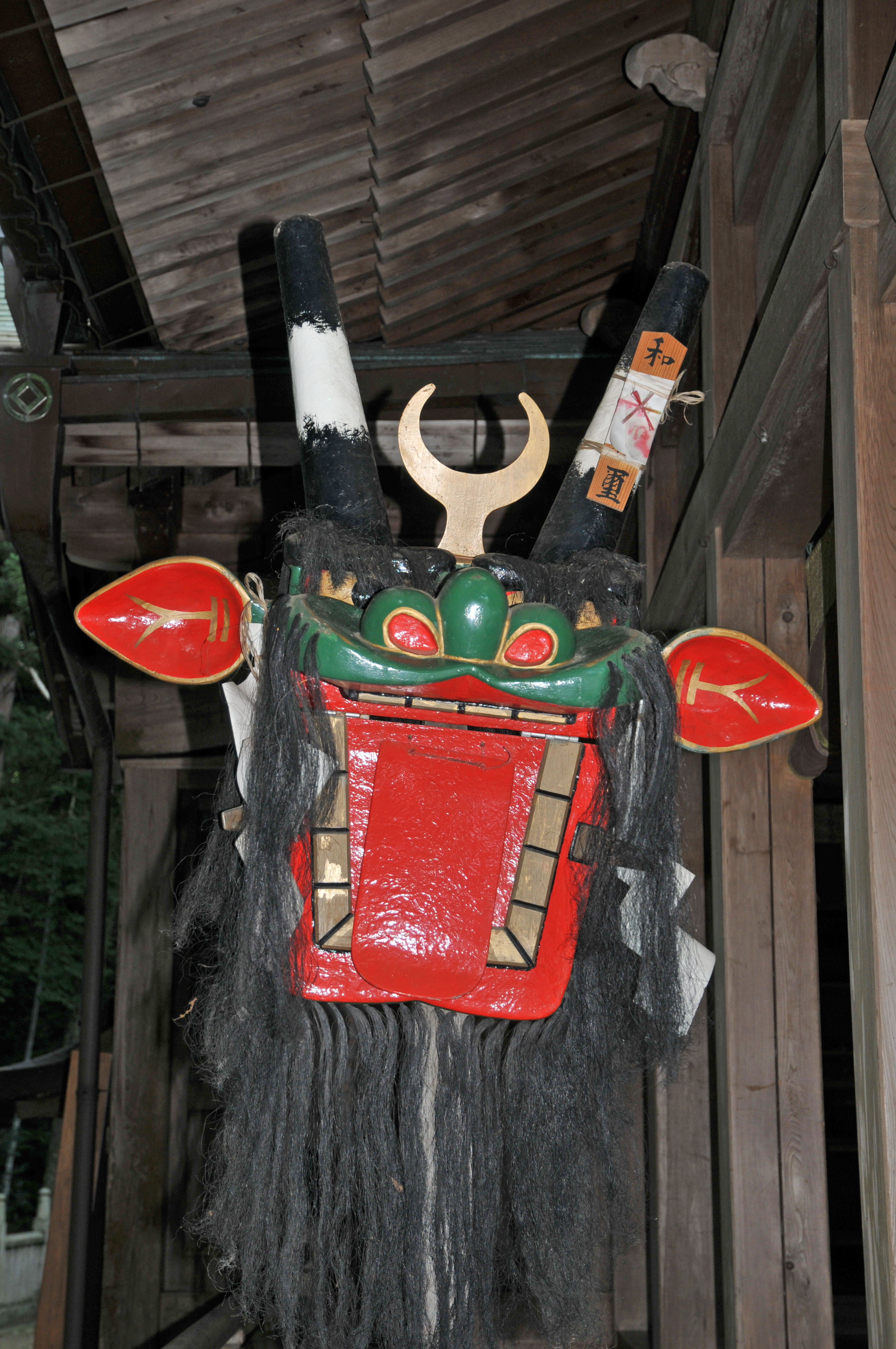
Mặt nạ Ushi-oni tại Warei-jinja ở Uwajima

Ở vùng Nanyo của tỉnh Ehime, đặc biệt là Uwajima và các vùng lân cận thường tổ chức một lễ hội địa phương, gọi là lễ diễu hành Ushi-oni, trong lễ hội sẽ xuất hiện một chiếc dashi (kiệu diễu hành) . Có một số lời giải thích về nguồn gốc của lễ hội này, bao gồm quan điểm về việc ushi-oni là thánh thần hóa thành, ngoài ra còn có hai câu chuyện khác của tỉnh Iyo , một câu chuyện kể về cách mà hai người tên là Tōnai Zusho và Kuraki Heinojō giết chết một ushi-oni và một câu chuyện nói về cách mà một người không rõ tên đến từ Iyo đã giết được quái thú ở quận Kaifu, tỉnh Tokushima. Cuối cùng là câu chuyện liên quan đến Tướng quân Toyotomi Hideyoshi: khi ông điều quân đến Triều Tiên, samurai hầu cận Katō Kiyomasa đã ngồi lên "kiệu mai rùa" chiến đấu với những "con hổ" của Triều Tiên.

### Kiệu diễu hành trong lễ hội
Kiệu diễu hành trong lễ hội được gọi là "kiệu mai rùa". Giống như tên gọi, kiệu mai rùa có cấu trúc giống với hình mai rùa, được làm từ những cây tre ghép lại với nhau, có gắn đầu (hay "thân") và đuôi ("kiếm"). "Thân cây" được gắn phía trước vài mét trên cây tre, và ở phía bên kia được gắn một tay cầm hình chữ T ("shumoku", hoặc "thanh rung chuông"), giúp việc di chuyển dễ dàng hơn. Tùy thuộc vào từng địa hình di chuyển mà chúng còn có khả năng kéo ra hoặc co lại. "Thanh kiếm" được gắn vào thân chính bằng một sợi dây. Kiệu mai rùa cần nhiều người khiêng đi diễu hành. Đôi khi, những người đó sẽ lắc "cái hòm" và "thanh kiếm", quay chúng xung quanh làm cho không khí thêm phần náo nhiệt mà không để chúng va vào nhau. Kiệu mai rùa có hai loại chính, một loại được bao phủ bởi một lớp shuro (được coi là loại nguyên bản), thường có kích thước nhỏ, và một loại được bao phủ bởi một tấm vải màu đen hoặc đỏ (được coi là loại "cải tiến").
Có một câu nói rằng "nếu trẻ em có thể cắn ushi-oni, chúng sẽ trở nên thông minh", vì vậy khi những người khiêng kiệu đang nghỉ ngơi, những người ở gần đó sẽ dẫn con cháu của họ đi cùng để lấy vận may.

### Các lễ hội khác
Các ushi-oni đóng vai trò chính trong các lễ hội của vùng Uwajima. Trong Lễ hội Warei được tổ chức từ ngày 22 đến ngày 24 tháng 7, hình nộm ushi-oni sẽ không chỉ biểu diễn ở Uwajima, mà còn ở các vùng núi và tỉnh Kōchi ( Nishitosa ). Chúng được thực hiện bởi các nhân viên thành phố Uwajima và các hiệp hội bảo tồn ushi-oni của các khu vực khác nhau. Ngoài ra, ushi-oni còn xuất hiện trong các lễ hội mùa thu ( các lễ hội quy mô nhỏ ở Akehama, Seiyo và những nơi khác). Bên cạnh đó, ushi-oni cũng xuất hiện cùng với các đạo cụ khác trong các sự kiện ở nhiều khu vực, chẳng hạn như cùng với phao taiko ở Niihama, hay cùng với xe danjiri ở Saijo.
Kể từ khi Uwajima trở thành một thành phố kết nghĩa với thành phố Honolulu, Hawaii, hàng năm vào thứ sáu, thứ bảy và thứ hai đầu tuần sau đều tổ chức lễ hội Matsuri ở Hawaii: Lễ hội Pan-Pacific nơi các tình nguyện viên từ Hiệp hội Bảo tồn Maruho Ushi-oni và Chính quyền Thành phố Uwajima Ushi-oni Hội bảo tồn sẽ tham gia với tên gọi là Hội bảo tồn Uwajima Ushi-oni. 
Ở vùng Nanyo, sẽ có những người đứng trước mikoshi nhằm đóng vai trò xua đuổi ma quỷ. Ushi-oni cũng xuất hiện trong các lễ hội ở vùng Cape Sada, Mikame, Seiyo, Quận Kita, và những nơi khác.

### Những vật dụng khác liên quan

#### Mặt nạ Ushi-oni (kabu)
Trong khuôn viên của ga Uwajima trên tuyến JR Yosan là một chiếc mặt nạ có tên là "kabu" ushi-oni được sử dụng như một vật trang trí. Bên cạnh đó, trong các khu ẩm thực ở vùng Uwajima đôi khi được trang trí bằng những thứ được mô phỏng theo mặt nạ "kabu" liên quan đến Ushi-oni. Đôi khi chúng cũng có thể được nhìn thấy tại các nhà hàng về ẩm thực Uwajima ở Matsuyama .

#### Lễ hội Ushi-oni của Kikuma
Lễ hội mùa thu được tổ chức tại Kamo Jinja ở Kikuma, Imabari là lễ hội duy nhất ở vùng Tōyo có ushi-oni xuất hiện. Nó được trải một tấm vải đen lớn với phần thân tròn.
Tại Amami Ōshima, cạnh tỉnh Ehime cũng tổ chức lễ hội về ushi-oni được gọi là "Numato Nukanushi, nơi một vị thần mang hình dạng của một con bò (thần nông nghiệp) xuất hiện với biểu tượng là hoa văn hình cá tuyết từ biển cả, hét lên những âm thanh vang dội và đi về đám đông, còn những người dân trên đảo sẽ cúi đầu xuống khi kêu tên chúng. Tuy nhiên,  thực sự đây chính là một vị thần giáng xuống trần thế, và người dân nơi đây rất ghét những du khách khác nhắc đến tên của chúng. 
Ngoài ra còn có các lễ hội thần bò và ushi-oni tương tự ở quận Minamitakaki, tỉnh Nagasaki (nay là Unzen ) được gọi là "Tōshimon", ở Uwajima, tỉnh Ehime được gọi là "Ushōnin", và ở Ichiki, quận Hioki, tỉnh Kagoshima (nay là Ichikikushikino ) được gọi là "Tsukuimon". Tương tự như vậy, tại một thị trấn dọc theo Vịnh Kagoshima ở Bán đảo Ōsumi, có một câu chuyệ về một con quái vật với bộ dạng của một con bò đen sẽ bò lên bờ từ đại dương và đi lang thang khắp nơi, chúng được gọi là "undushi" (bò biển).  Unushi được cho là xuất hiện sau lễ hội bon sai vào ngày 27 nên người dân có truyền thống kiêng đi biển vào ngày này. 
Nghệ sĩ truyện tranh Mizuki Shigeru phỏng đoán rằng các ushi-oni là hóa thân của các vị thần bò cổ của Ấn Độ, vì vậy các hóa thân của Daijizaiten (Shiva), Izanaten ( Ishana ) và Enma-ten (Yama) có liên quan với nhau, và điều đó cũng có liên quan sự tồn tại của Tenmangū thờ Sugawara no Michizane (cũng là Tenman Daijizaiten). 

## Trong văn hóa đại chúng
- Thương hiệu Super Sentai đã sử dụng hình ảnh của Ushi-oni trong các văn hóa phẩm của họ:
  - Trong Ninja Sentai Kakuranger, Ushi-oni xuất hiện như một con quái vật. Nó không được sử dụng trong Mighty Morphin Power Rangers, nhưng nó đã trở thành khách mời trong Power Rangers Lost Galaxy .
  - Trong Samurai Sentai Shinkenger, quái vật Gozunagumo được miêu tả là một con quái vật nhện với đầu bò trên thân, lấy cảm hứng từ Ushi-oni. Anh đã được chuyển thể thành Power Rangers Samurai với cái tên Arachnitor.
- Trong One Piece, Gyūki: Yuzume là tên một đòn tấn công mà Zoro sử dụng để đánh bại T-Bone.
- Trong cả bộ truyện tranh và manga Nurarihyon no Mago, con thú được gọi là Gyūki tình cờ là một ushi-oni với đầu của một con bò và thân của một sinh vật giống nhện với những móng vuốt lớn, với sức mạnh ma quỷ của nó sẽ dẫn dắt những người du hành lạc lối lạc lối và làm mồi cho chúng.
- Trong Naruto, Gyūki là quái thú có đuôi của Killer Bee, nó là một con bò và đuôi là các xúc tu của một con bạch tuộc . Hắn ta có thể biến hình thành quái thú theo ý muốn.
- Trong Kamen Rider Decade, mong muốn tiêu diệt tất cả Makamou của Hibiki đã khiến sức mạnh oni (quỷ) của anh xuất hiện và biến anh thành một quái thú giống một con bò đực , được đặt tên là Makamou Gyuki. Khi Asumu trở thành Kamen Rider Hibiki mới, anh ta đã đưa Hibiki ban đầu thoát khỏi cảnh khốn cùng bằng cách tiêu diệt anh ta bằng hình dạng Mouka Dotou của mình.
- Trong Gegege no Kitaro, một ushi-oni đã đánh cắp linh hồn của Kitaro (GeGeGe no Kitaro) và buộc anh ta phải tuân theo mệnh lệnh của nó .
- Trong loại game Touhou Project, Urumi Ushizaki là một ushi-oni.
- Trong Fate / Grand Order, Minamoto Raikou là một ushi-oni được gọi là Ushi-Gozen.
- Gyuki là một ông chủ trong Nioh 2, là một yokai khổng lồ với chân của một con nhện và đầu của một con bò đực.